# Нагаленд

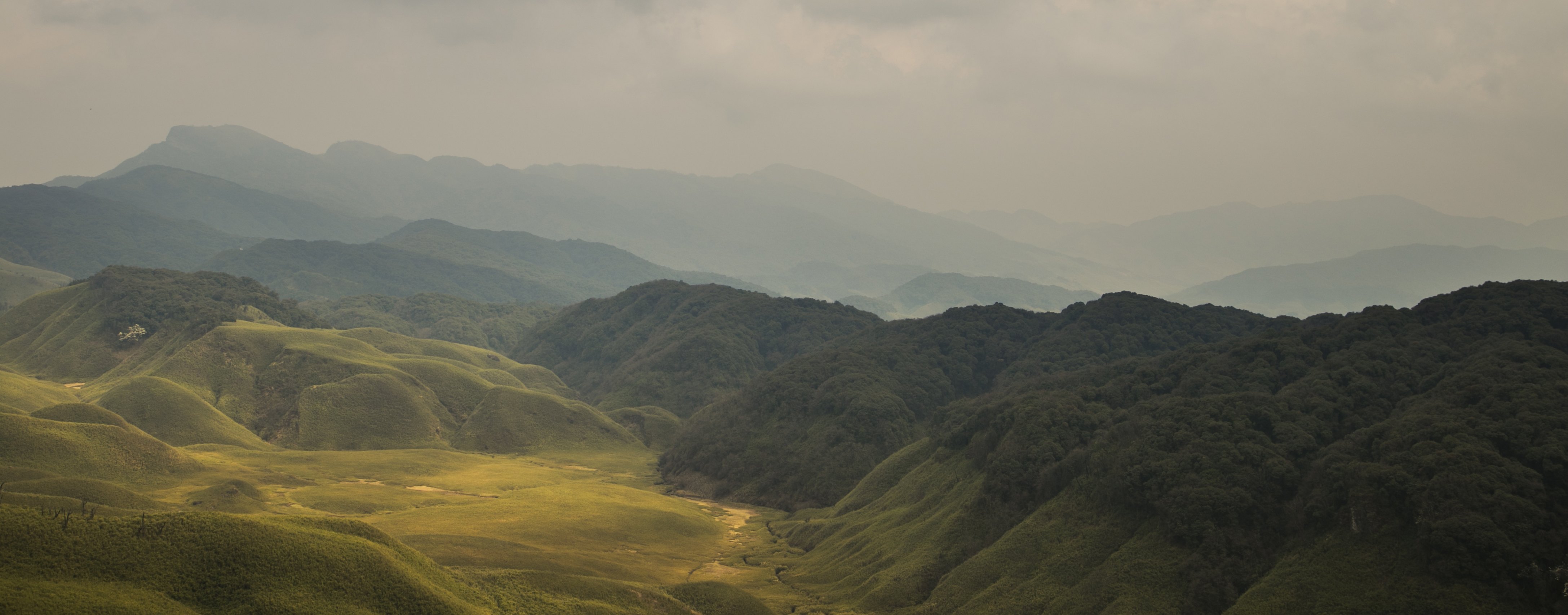
Природа штата

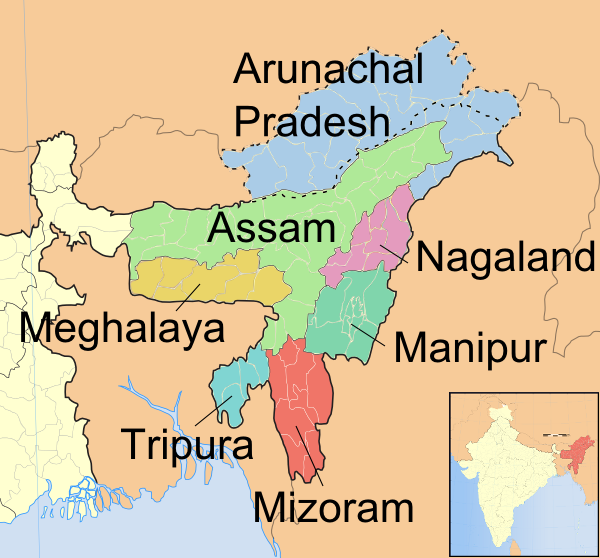
Нагаленд и штаты северо-восточной Индии

Нагале́нд (хинди नागालैंड; англ. Nagaland) — небольшой по территории штат на востоке Индии. Столица — Кохима, крупнейший город — Димапур. Население 1 980 602 человек (25-е место среди штатов; данные 2011 г.). Официальный язык — английский. Ранее употреблялось также название Нага-Прадеш.

## История
В XII—XIII веках нага установили контакт с ахомами, населявшими в то время территорию современного Ассама, однако на традиционный образ жизни нага это значительно не повлияло. Долгое время территории, населённые нага, не входили ни в одно государство. Только в 1824—1826 годах в связи с завоеванием англичанами территории Ассама равнинные территории проживания нага попали под их контроль.
В 1872—1873 годах британские власти отделили горные районы, насёленные нага, в своего рода резерват: индийцам было запрещено без специального разрешения посещать земли горцев. В конце XIX века среди нага распространилось христианство — его проповедь оказалась успешной во многом потому, что отсутствовало влияние индуизма и ислама. В 1881 году в составе Ассама была создана особая административная единица Горы Нага. Возникла организация «Клуб Нага», которая в 1929 году требовала самоопределения.
После провозглашения независимости Индии в 1947 году территория входила в состав штата Ассам. В то время Нагаленд назывался Нага-Хилз-Тюнсан. Однако местное население испытывало недовольство и боролось за самоопределение. В 1951 году был проведён референдум, в ходе которого 99,9 % проголосовавших высказались за создание независимого Нагаленда, а в 1952 году нага бойкотировали выборы в индийский парламент. Поэтому в 1961 году территория была переименована в Нагаленд и получила статус штата Индийского Союза, формально провозглашённого 1 декабря 1963 года.
Штат был провозглашён 16-м штатом Индийского Союза.

## Политика
В Нагаленде давно тлеет этнический конфликт, который за 1992—2012 годы унес 3432 жизни. Подавляющее большинство погибших — повстанцы-боевики: например, за 2003—2012 годы были убиты всего 10 правоохранителей. Жертвы среди гражданского населения за 2003—2012 годы не превышали несколько десятков человек. В то время, как боевиков за это время погибло больше тысячи. В сентябре 2009 года аналитики МВД Индии опубликовали свои оценки влияния и боевого потенциала повстанцев из левохристианских партизанских группировок нага. В целом, по «уровню повстанческого насилия» штат Нагаленд считается «третьим среди штатов Северо-Востока», после соседних штатов Манипур и Ассам. Повстанцы-нага оперируют не только в Нагаленде (по данным МВД, «в 10 из 11 округов» этого штата), но и в 4 округах Манипура, 2 округах Ассама и 2 — штата Аруначал-Прадеш, а также в Мьянме. Причем в Мьянме превалируют повстанцы из Национального социалистического совета Нагаленда, возглавляемого С. Кхаплангом, а в самом Нагаленде — из Национального социалистического совета Нагаленда, возглавляемого Исаком Чиси Сву и Тхуингаленгом Муивахом. Обширные территории де-факто не подчиняются ни властям Индии и Мьянмы, ни местным органам власти, а их население считает себя гражданами Народной республики Нагалим.
Согласно оценке МВД Индии, «власть параллельного правительства Народной республики в той или иной мере признают почти все из 1317 деревень Нагаленда». «Годовой бюджет так называемой Народной республики» в 2008 году «был в диапазоне от 2 до 2,5 миллиардов индийских рупий, а до 2006 года он составлял от 200 до 250 миллионов рупий в год». По данным индийских спецслужб, за 2008 год Армия нага (вооруженное крыло Национального социалистического совета Нагаленда) «увеличила количество боевиков с 3 до 5 тысяч, большей частью за счёт того, что в неё массово переходят бойцы из других повстанческих группировок нага. Состоит Армия нага из одной бригады и 6 батальонов, а также из нескольких „городских команд“ и „специальных мобильных групп“. Главнокомандующим Армии нага является С. Хунгши».
При этом «самые крупные легальные общественные организации нага, Ассоциация матерей нага, Нага Хохо, Народное движение нага за права человека, Студенческая федерация нага и Объединённый совет нага уже особо не скрывают, что активно поддерживают именно Национальный социалистический совет Нагаленда Исака и Муиваха. Влияние этой организации откровенно превалирует по сравнению с другими группировками, как левохристианскими, так и националистическими». Для сравнения, по всё тем же оценкам индийского МВД, под ружьём у Национального социалистического совета Нагаленда «ещё недавно находилось до 2 тысяч боевиков, но в последнее время их количество уменьшилось из-за того, что часть из них переходит в ряды Армии нага». Существуют также повстанческие КПП: «На национальном шоссе № 39, начиная с Манипура, годами существуют 26 контрольно-пропускных пунктов одной только Армии нага, которые, в том числе, взимают революционный налог в пользу Народного Нагалима. Каждое транспортное средство должно уплатить за проезд 4 тысячи рупий. Существование и расположение этих постоянных КПП хорошо известно не только всем проезжающим по шоссе, но и властям штатов Манипур и Нагаленд, полицейскому начальству и командирам вооружённых подразделений индийской армии, в частности „Ассамских стрелков“, однако они не в силах что-либо поделать».

## География
Площадь территории 16 579 км² (25-е место). Штат граничит с Ассамом на западе, Аруначал-Прадешем на севере, Манипуром на юге, а также с государством Мьянма на востоке. Нагаленд имеет семь административных районов, которые населяют 16 основных племён и других народностей.

## Население
На территории штата проживают племена нага, говорящие на языках сино-тибетской семьи. Всего можно выделить 16 основных этнических групп и множество более мелких. Несмотря на родство языков и некоторую общность культурных традиций, жители Нагаланда не образуют единого народа, племена живут в сильной изоляции друг от друга (в силу географических условий).
В антропологическом отношении население относится преимущественно к индо-монголоидной группе.

## Административно-территориальное деление
Штат включает в себя 11 округов:
- Вокха
- Димапур
- Зунхебото
- Кипхире
- Кохима
- Лонгленг
- Мококчунг
- Мон
- Перен
- Пхек
- Туенсанг

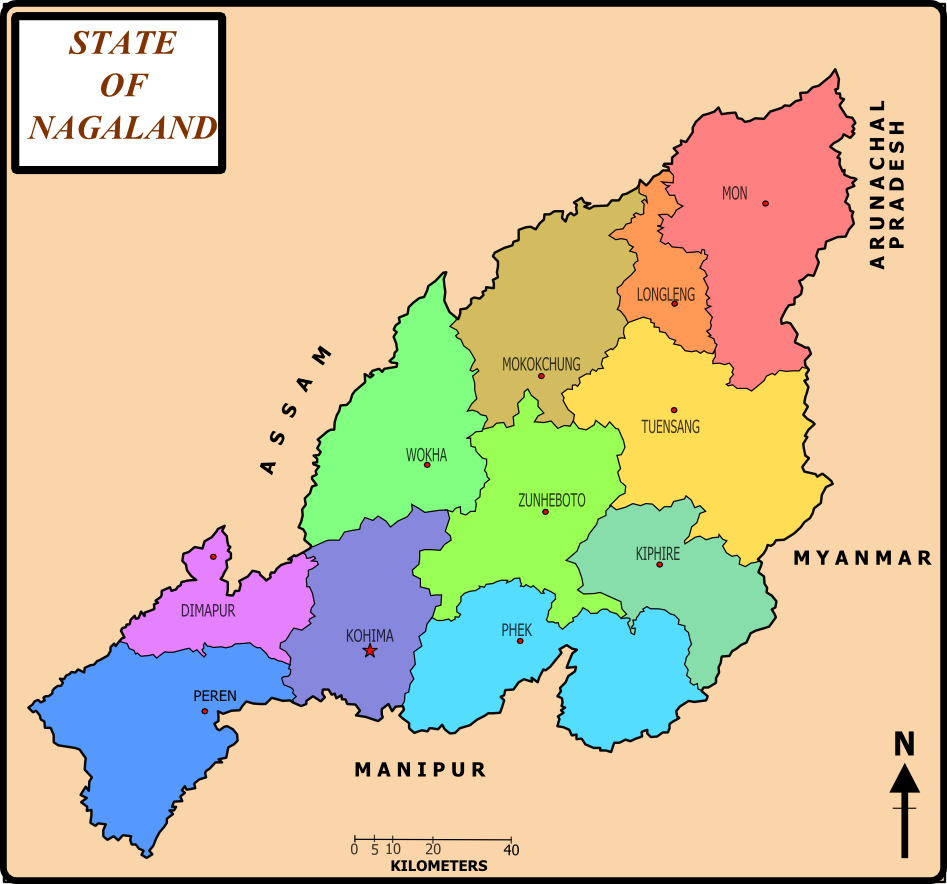
Округа Нагаленда

В 1963 году Нага-Прадеш состоял из трёх округов: Кохима, Туенсанг и Мококчунг. В 1973 году к ним были добавлены четыре новых округа: Зунхебото и Вокха (из округа Мококчунг), Мон (из округа Туенсанг) и Пхек (из округа Кохима). В 1980-е годы часть округа Туенсанг была передана в состав округа Мон, а часть округа Пхек — в состав округа Зунхебото.
В 1998 году из части округа Кохима выделен округ Димапур. В 2002 году округ Туенсанг был разукрупнён с выделением округа Лонгленг. В 2004 году выделен новый округ Перен из округа Кохима, а также новый округ Кипхире из округа Туенсанг.

## Транспорт
Около Димапура имеется аэропорт, также штат связан с внешним миром железными и обычными дорогами.

## Культура
В Нагаленде развито народное искусство, традиции которого передаются из поколения в поколение. Музыка здесь является неотъемлемой частью жизни. Народные песни прославляют предков, мужество воинов и героев. Поэтические песни о любви рассказывают о трагических историях любви.
Нынешнее поколение нагов производит одежду, сочетающую современные и традиционные техники. Нагаленд считается центром моды в восточной Индии.
У каждого племени есть своё традиционное церемониальное одеяние: разноцветные «копья» и «дао», украшенные козлиной шерстью; головные бамбуковые уборы, переплетённые стеблями орхидей и украшенные зубами кабана и перьями птицы-носорога. В прежние времена каждый воин своей доблестью должен был заслужить эти предметы.